# Arronnes
Arronnes é uma comuna francesa na região administrativa de Auvérnia-Ródano-Alpes, no departamento Allier. 